# حرائق نينوى (موسيقى)
حرائق نينوى هي معزوفة موسيقية سيمفونية، ويُختلف حول مؤلفها، حيث يقول البعض بأنها مقطوعة موسيقية آشورية قديمة، بينما يرى آخرون أنها موسيقى حديثة ألفها في الثمانينيات مؤلف موسيقي إيراني.

## الاختلاف حول أصلها ومؤلفها

### نسبتها إلى الحضارة الآشورية
يتداول الآشوريون المعاصرون وغيرهم مقطوعة «حرائق نينوى» باعتبارها مقطوعة موسيقية آشورية ترجع إلى القرن السابع قبل الميلاد عثر عليها المنقبون مدونة على رُقُم طينية بين خرائب نينوى القديمة وأعادوا عزفها بعد فك شفرة سلمها الموسيقي القديم.

## المقاطع الاربعة
ووفقاً للكاتب حسام سفان فإن المعزوفة تتكون من أربعة مقاطع:
1. المقطع الأول: يصف عظمة الإمبراطورية الآشورية، ويستعرض جيشها النظامي
2. المقطع الثاني: يرمز إلى تآمر وتكالب قوى الأعداء لإضعاف هذه الإمبراطورية
3. المقطع الثالث: يستعرض المعارك الطاحنة التي دارت رحاها بين الجيش الآشوري وجيوش الأعداء المتحالفة
4. المقطع الرابع: يجسد الدمار والخراب، ويغلب عليه طابع الحزن والأسى لما حل بنينوى من حرائق.

ويؤكد سفان أنه بالرغم من أن هذه الملحمة هي أقدم ملحمة موسيقية معروفة حتى اليوم إلا أنها ليست الأولى في بلاد الرافدين.

### نسبتها إلى حسين عليزاده
أما الدكتور خزعل الماجدي فيقول بأنها ليست مقطوعة اشورية قديمة، بل هي مقطوعة حديثة لمؤلف إيراني معاصر هو حسين عليزاده، واسمها الحقيقي هو«ناي نوا» (وتعني بالفارسية «عزف ناي على مقام النوا») وتتكون من خمسة مقاطع. ووفقاً للماجدي، فقد ألفها زاده سنة 1983 وعزفتها لأول مرة الأوركسترا الوطنية الإيرانية التابعة للإذاعة والتلفزيون الإيراني سنة 1984.
ويقول الماجدي إن سبب الاعتقاد بأنها من الإرث الموسيقي الآشوري هو تقارب اسم«نينوى» مع «ناي نوا»، حيث اعتقد البعض ـ بسبب الحزن الطاغي فيها ـ أنها ترثي سقوط الإمبراطورية الآشورية بسبب حرائق نينوى التي كانت مشهد ختام هذا السقوط التراجيدي.
الموسيقار حسين عليزاده ـ كما يقول الماجدي ـ ألف هذه المعزوفة من وحي أحداث كربلاء العاشورية، وربطها بضحايا وماسي الحرب العراقية الإيرانية التي كانت تدور رحاها أثناء تأليف المقطوعة.

## روابط خارجية
- موسيقى حراق نينوا على اليوتيوب